# Operação Ouro

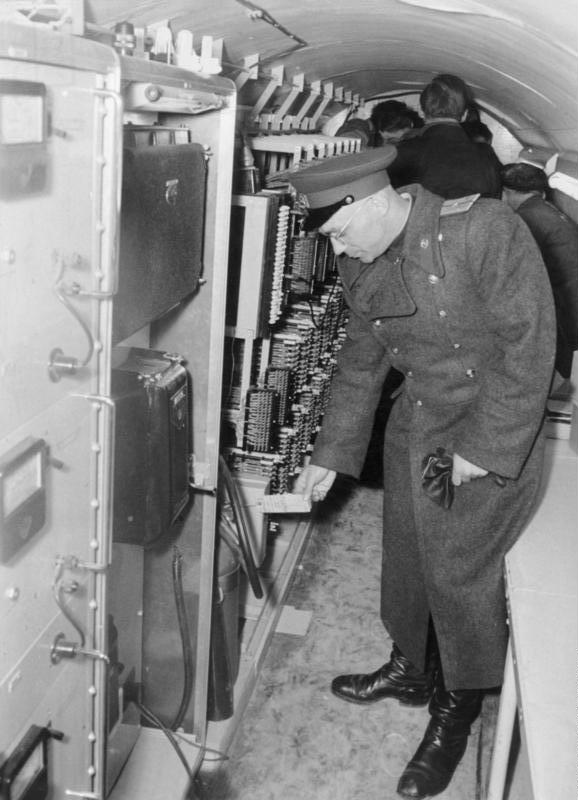
Oficiais soviéticos dentro do túnel.

A Operação Ouro (em inglês: Operation Gold; conhecido também como Operation Stopwatch) foi uma operação arquitetada, financiada e conduzida pela CIA (a agência de inteligência dos Estados Unidos), apoiado pelo serviço secreto britânico. O plano, que foi orquestrado nos anos 50, no começo da Guerra Fria, tinha por objetivo construir um túnel que desse acesso as linhas de comunicação subterrâneas que iam até o quartel general do Exército Soviético em Berlim.
O plano, contudo, foi descoberto pela KGB (a inteligência soviética) antes mesmo de sua implementação. O espião inglês George Blake, que servia como agente duplo para os russos, alertou Moscou sobre o que estava para acontecer. Em fevereiro de 1954 a primeira parte do túnel foi completada, porém os soviéticos estavam a par de tudo. A KGB passou então a fornecer material falso para que fosse interceptado. Nos onze meses em que o túnel esteve ativo, mais de 500 mil ligações foram interceptadas, quase todas com informações inúteis (mas até que a CIA pudesse atestar isso, muito tempo foi perdido com descriptografação). Quando o espião Blake foi transferido, os soviéticos relevaram o túnel ao mundo. Em 21 de abril de 1956, rodeado pela imprensa, agentes russos e alemães desenterraram o túnel e o expuseram.
Foi só com a prisão do agente duplo George Blake em 1961, que os americanos confirmaram que os russos sabiam do plano antes mesmo dele ter sido implementado. O fracasso desta operação foi uma grande humilhação para a CIA e os Estados Unidos, e uma vitória, embora não decisiva, para a inteligência soviética no começo da Guerra Fria.